# چلیپا (صورت فلکی)
چَلیپا یا کراکس (به انگلیسی: Crux)، که بیشتر به آن صلیب جنوبی (Southern Cross) می‌گویند، یکی از صورت‌های فلکی کوچک در میان ۸۸ صورت فلکی امروزی است و با اینحال یکی از جالب توجه‌ترین صورت‌های فلکی نیمکره جنوبی آسمان است.

این صورت فلکی از سه سمت توسط صورت فلکی قنطورس احاطه شده‌است. چلیپا زمانی، طبق افسانه‌های یونان باستان جزئی از قنطورس شمرده می‌شد اما از قرن پانزدهم از آن جدا شد، بعد از سفر آمریگو وسپوچی به آمریکای جنوبی در سال ۱۵۰۱. وسپوچی نقشه دو ستاره را کشید، آلفا سانتور و بتا سانتور که تماماً جزئی از چلیپا شدند که البته این مشخصات در یونان قدیم به همین منوال بود. این صورت فلکی از دو جهت صورت فلکی ای استثنایی است. این صورت فلکی با وسعت ظاهری حدود ۶۸ درجه مربّع کوچک‌ترین صورت فلکی است. این صورت فلکی چگالی اختری ای حدود ۱۹٫۱۲ دارد که به طوری غیرعادی زیاد و بی مانند است که دلیل دیگر استثنایی بودن این صورت فلکیست.

## جغرافیا در آسمان فلکی

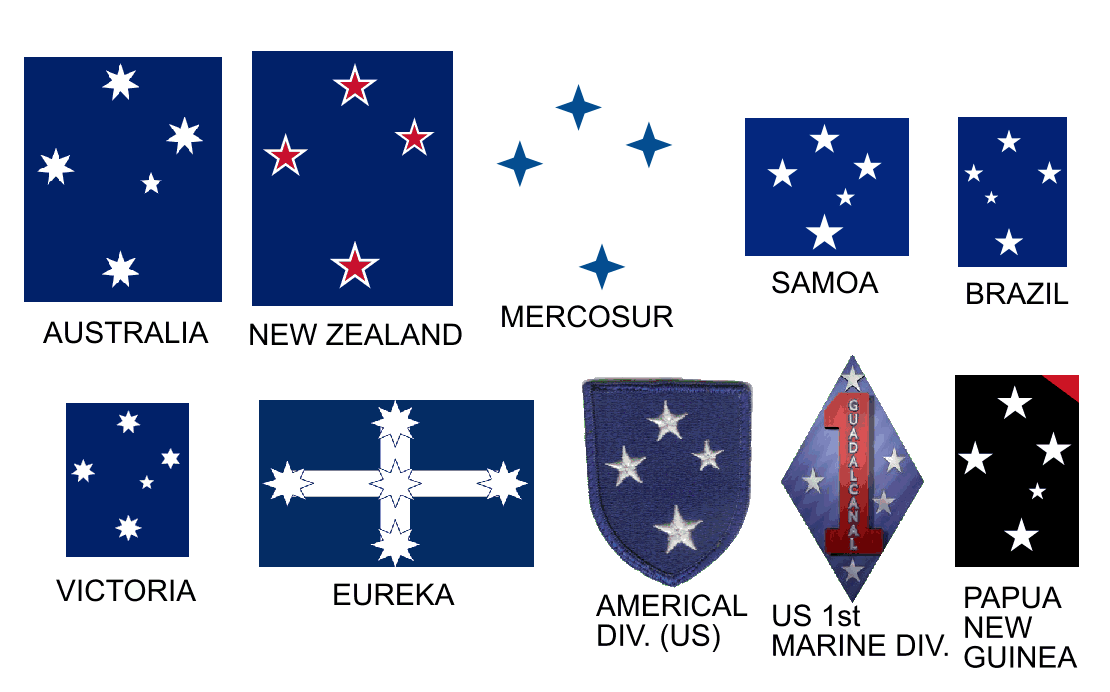
صورت فلکی کراکس در پرچم‌های مختلف

در آسمان فلکی چلیپا در شمال صورت فلکی قنطورس قرار دارد. قنطورس به علت بزرگی شرق و جنوب شرقی و جنوب غربی چلیپا را نیز اشغال می‌کند. چلیپا در نیم کره جنوبی آسمان (آسمان جنوبی) قرار دارد.

صورت فلکی مگس در شمال چلیپا و در غرب آن صور بادبان و شاه‌تخته قرار دارد.
البته این صورت فلکی در انتهای مرئی راه شیری قرار دارد.